# Isabelle Grenier
Pour les articles homonymes, voir Grenier (homonymie).
Isabelle Grenier, née le 28 août 1958, est une astrophysicienne, professeure en astrophysique, spécialiste des astres de haute énergie et du milieu interstellaire, auteure d'ouvrages sur l'astrophysique. 

## Biographie
Isabelle Grenier est détentrice d'un doctorat en astrophysique obtenu en 1988 à l'Université Paris-Diderot. Sa thèse porte sur les rayons gamma, traceurs du milieu interstellaire et messagers des pulsars et autres objets énergétiques.

Elle est professeure d'astrophysique à l'Université Paris-Cité et cheffe adjointe du laboratoire « Astrophysique Interactions Multi-Échelles » au Commissariat à l'énergie atomique et aux énergies alternatives (CEA) de Saclay. Elle est également co-chercheuse sur le Fermi Gamma-ray Space Telescope de la NASA. Isabelle Grenier siège dans de nombreux comités d'attribution de temps pour les télescopes et à de nombreux comités consultatifs en France et à l'étranger. Elle a notamment participé aux rencontres de Voyager avec Uranus et Neptune au sein de l'équipe chargée de la gestion de l'imagerie. Durant les années 90, elle montre que nous vivons dans une zone de la Galaxie au passé mouvementé : 

« Nous vivons dans un coin spécial, sacrément secoué par les supernovae. Les plus récentes auraient même laissé leurs traces jusque dans les glaciers groenlandais si l'on en croit certaines teneurs bizarres en béryllium radioactif »

Elle donne chaque année de nombreuses conférences publiques à des conventions d'astronomes amateurs, à des réunions d'artistes et à des conférences médicales et a co-écrit le livre Lumières d'étoiles avec André Brahic pour expliquer la multi-longueur d'onde moderne. 
Isabelle Grenier a été la compagne de l'astrophysicien André Brahic décédé en 2016.

## Travaux
Les centres d'intérêt de Grenier couvrent de nombreux domaines de l'astrophysique, y compris la physique des pulsars et de leurs vents relativistes, l'accélération et la propagation des rayons cosmiques dans la Voie lactée, l'identification des sources de rayons gamma, les propriétés des traceurs du milieu interstellaire à toutes les longueurs d'onde et la dynamique des étoiles et du gaz à moins de mille années-lumière du Soleil (dans la ceinture de Gould).
En 1985, elle développe la méthode qui est maintenant l'outil de base pour l'étude des sources ponctuelles réalisées avec le Fermi Gamma-ray Space Telescope. Elle a également cartographié un quart des nuages moléculaires de la Voie lactée pour comprendre leurs émissions de rayons gamma et estimer leur masse.
En 1995, elle a découvert des sources de rayonnements gamma de hautes énergies non identifiées dans la ceinture de Gould. L'origine de ces sources a été récemment identifiée comme provenant des nuages de gaz sombres. Ces nuages marquent la transition de l'atome d'hydrogène moléculaire et avaient jusqu'à présent échappé à tous les radiotélescopes. Elle travaille alors sur les données de différents télescopes spatiaux (Fermi Gamma-ray Space Telescope, WMAP et Planck) pour essayer de voir à quel point cette phase sombre du gaz interstellaire est omniprésente et massive dans notre galaxie.

## Publications

### Thèse
- Isabelle Grenier (thèse sous la direction de Jacques Paul), Les rayons gamma,traceurs du milieu interstellaire et messagers des pulsars et autres objets énergétiques, 1988 (présentation en ligne)

### Ouvrages
- André Brahic et Isabelle Grenier, Lumières d'étoiles : Les couleurs de l'invisible, Paris, Odile Jacob, 2008, 280 p. (ISBN 2-7381-1343-5, BNF 41208355, lire en ligne)
- Isabelle Grenier, La Vie des étoiles : Évolution de l'univers, De Vecchi, 1982

## Récompenses et honneurs
- 2022 : Prix CNES-Astrophysique et sciences spatiales de l'Académie des sciences[10].